# Gymnasium Laurentianum Warendorf
Das Gymnasium Laurentianum in Warendorf (allgemein „Lau“ genannt, seltener auch „GLW“) ist eine der ältesten Schulen im deutschsprachigen Raum.

## Schule

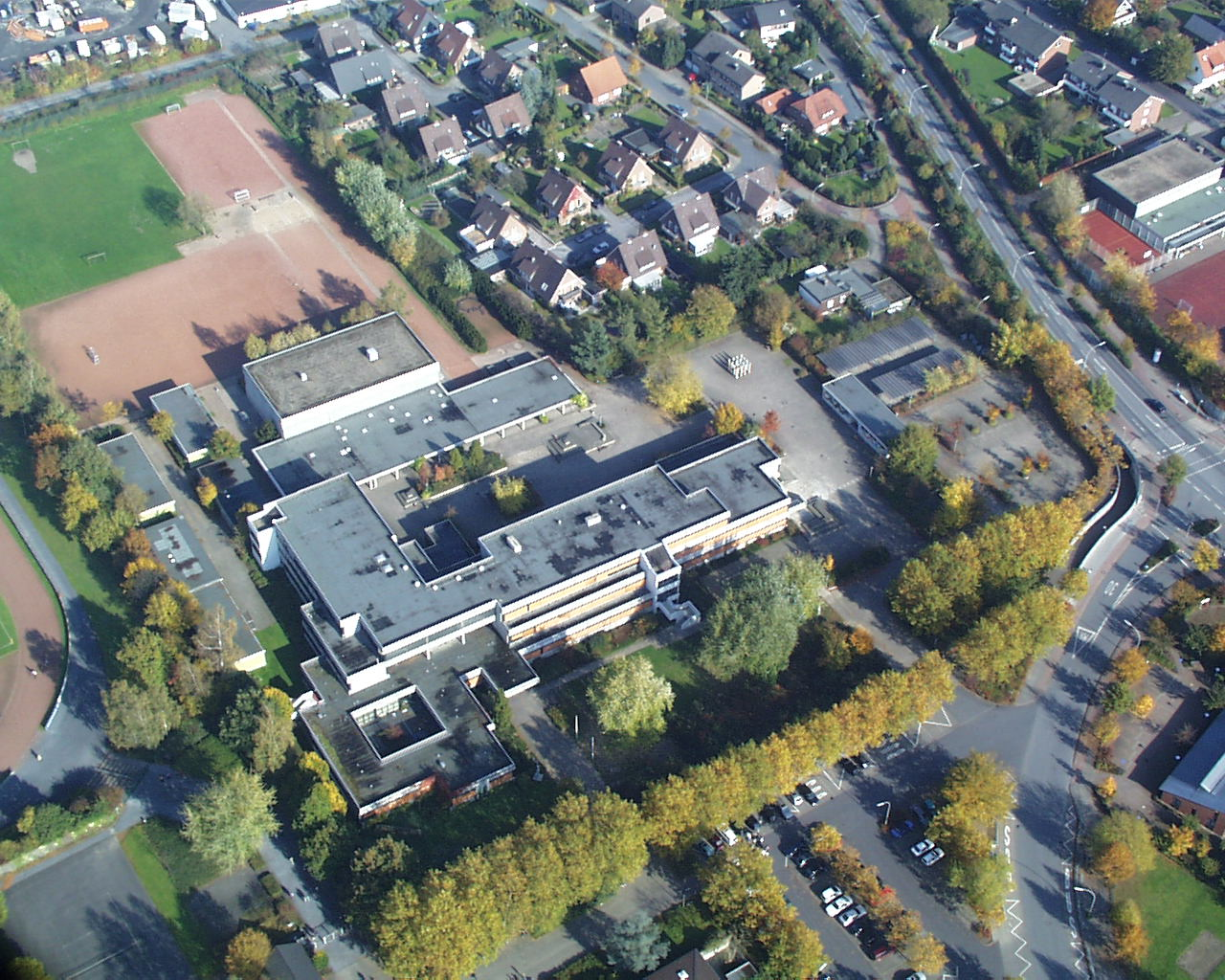
Luftaufnahme des „neuen Laurentianum“ an der von-Ketteler-Straße

Benannt nach dem Pfarrpatron der ältesten Warendorfer Kirchengemeinde, St. Laurentius, wurde die Schule ursprünglich als Lateinschule gegründet. Der genaue Gründungszeitpunkt ist unbekannt. Die älteste urkundliche Erwähnung der Schule stammt aus dem Jahre 1329, das daher heute als Gründungsjahr angegeben wird.
Den Namen „Laurentianum“ trägt die Schule seit 1675, als die Franziskaner die städtische Lateinschule übernahmen und sie zu einem Vollgymnasium ausbauten. Schulträger ist heute die Stadt Warendorf.
Schulleiter ist seit 2021 Malte Prigge. Er löste Marlis Ermer ab, die seit April 1998 für 23 Dienstjahre die erste Schulleiterin in der Geschichte des Laurentianums war, als Nachfolgerin von Klaus Gruhn, der die Schule von 1976 bis 1997 geleitet hatte.
Seit 2009 begannen die neuen Klassen im Ganztag. Die Abkehr vom Halbtagsunterricht und die Einführung des Ganztagsunterrichts war eine Reaktion auf die Schulzeitverkürzung in Nordrhein-Westfalen von „G9“ auf „G8“ im Jahr 2007 und sollte in dieser verdichteten Schulzeit die Möglichkeit zu einer individuellen Förderung bewahren. So sind neben dem regulären Fachunterricht sowohl Angebote für Schülerinnen und Schüler mit individuellem Förderbedarf (z. B. Lernzeiten, „Lerninseln“, Vertiefungskurse), als auch Angebote zur Förderung besonders leistungsfähiger Schülerinnen und Schüler (z. B. Wettbewerbsteilnahmen, Projekte, Arbeitsgemeinschaften) feste Bestandteile des Schulalltags.
Die Mitgliedschaft des Laurentianum im Netzwerk des Vereins mathematisch-naturwissenschaftlicher Excellence-Center an Schulen (MINT-EC) verschafft der Schule neben einer Förderung des mathematisch-naturwissenschaftlichen Fachunterrichts auch die Möglichkeit, gemeinsam mit Kooperationspartnern vielfältige außerunterrichtliche Projekte im MINT-Bereich anzubieten.
Im gesellschaftswissenschaftlichen Bereich verfolgt das Laurentianum das Konzept, den Fachunterricht durch gemeinsame Projekte mit Institutionen der politischen und gesellschaftlichen Bildung zu vertiefen (z. B. das „KidS“-Projekt („Kommunalpolitik in die Schule“), bei dem interessierte Schülerinnen und Schüler längerfristig an Rats-, Fraktions- und Ausschusssitzungen in Warendorf teilnehmen). Darüber hinaus sind Exkursionen zu außerschulischen Lernorten (z. B. das jährlich stattfindende einwöchige Berlin-Projekt der Jahrgangsstufe EF oder die jährlich stattfindende Exkursion der Jahrgangsstufe 9 nach Erfurt, Buchenwald und Weimar) sowie Austausche (z. B. der jährliche Schüleraustausch mit der polnischen Partnerschule in Oleśnica) fester Bestandteil des Schullebens im Bereich der Gesellschaftswissenschaften.
Im Bereich der Fremdsprachen stellt das Angebot des Fachs Niederländisch eine der Nähe zum Nachbarland entsprechende regionale Besonderheit des Laurentianum dar, die durch Exkursionen z. B. nach Amsterdam mit Leben gefüllt wird.

## Geschichte
Die Anfänge des Laurentianum reichen zurück in das Mittelalter, urkundlich erstmals erwähnt wird ein Rektor der Schule in einem Schreiben des Warendorfer Gografen Engelbert Valeduvel an den Rat der Stadt Osnabrück im Jahr 1329: „Symonis de Dudinck, rector scolarum in Warendorpe“. Das Jahr 1329 gilt deswegen als Gründungsjahr des Laurentianum, auch wenn davon ausgegangen werden kann, dass die Schule älter ist.
Die Vermittlung der lateinischen Sprache dominierte im Mittelalter und der Frühen Neuzeit den Lehrplan, da deren Beherrschung Voraussetzung für den Universitätsbesuch, den Priesterberuf und Funktionen innerhalb der städtischen Führungsschicht war. Im 14. und 15. Jahrhundert waren die Rektoren geistlichen Standes.
Nach der Umwandlung der Domschule in Münster in eine humanistische Gelehrtenschule (dem späteren Paulinum), wurde diese zum Vorbild für die Warendorfer Schule bei der inneren Gestaltung. Der lateinische und griechische Lektürekanon legt Zeugnis ab von einem beachtlichen Niveau humanistischer Bildung. Zugleich gerieten Stadt und Schule in die Turbulenzen der Reformationszeit, reformatorisch gesinnte Persönlichkeiten wurden Rektoren. Im Zuge der Gegenreformation übernahmen die nunmehr in Warendorf missionierenden Franziskaner die Lateinschule. Die Erhebung zum Gymnasium im Jahre 1675 fand allerdings schon 1683 ein jähes Ende.
In der Folgezeit wurde die Schule von Lehrern geführt, die durch die Stadt angestellt waren, nach Genehmigung durch den Archediakon, den Pfarrer der Laurentiuspfarre. Bereits im 18. Jahrhundert erreichte man wieder den Status eines Vollgymnasiums mit beachtlichen Schülerzahlen, Hinweise auf dramatische Spiele und Prämienbücher für die besten Schüler blieben erhalten und sind Ausweis eines regen Schullebens. Seit 1754 leitete erneut ein Franziskaner das Gymnasium Laurentianum, eine Zeit der Blüte des barocken Schultheaters.
Die einschneidenden Reformen im Hochstift Münster, verbunden mit dem Namen des Staatsministers Franz von Fürstenberg und seiner Schulordnung von 1776, veränderten Lehrplan und Methoden. Das Griechische wurde zurückgedrängt, deutsche Stilkunde, Arithmetik, Geometrie, Geschichte und Geographie waren nun verpflichtende Fächer. Die enge Bindung zum Franziskanerkloster blieb indes bis zur Säkularisation 1803 erhalten. Mit der Zugehörigkeit Warendorfs zur preußischen Provinz Westfalen erfolgte 1820 die Neugründung der Schule als „Höhere Lehranstalt“ im neuhumanistischen Geist, später als Progymnasium bezeichnet. Lehrer waren nun Weltpriester und es entstand 1830 ein Neubau, das neoklassizistische Gebäude an der Kurzen Kesselstraße in Warendorf. Entsprechend den Bedürfnissen des Gewerbebürgertums bot man für die Realschüler nun statt der alten Sprachen Unterricht im kaufmännischen Rechnen und den neuen Sprachen Englisch und Französisch an. 1832 wandelte sich das Progymnasium zu einer „Höheren Bürger- und Realschule“, um seit 1856 wieder als voll ausgebautes Gymnasium zu entstehen, seit 1875 „Königliches Gymnasium“, eine altsprachliche Bildungsstätte mit strikter Loyalität zum preußisch-protestantischen Staat und der Hohenzollerndynastie, bei gleichzeitig katholischer Prägung.
Nach dem Ersten Weltkrieg, in dessen Verlauf einige Schüler und Lehrer als Soldaten fielen, setzte man die Tradition des altsprachlichen Gymnasiums fort. Traditionspflege entfaltete sich in dem 1921 gegründeten „Verein Alter Laurentianer“.
1922 entstand die „Deutsche Schule in Aufbauform“ (Vorläuferin des späteren Augustin-Wibbelt-Gymnasiums), deren Kollegium vom Gymnasium Laurentianum gestellt wurde. 1927 bezog man gemeinsam das Gebäude des ehemaligen Lehrerseminars an der Freckenhorster Straße in Warendorf. Die Personalunion dauerte bis 1960. In der Folge waren das Augustin-Wibbelt-Gymnasium und das Gymnasium Laurentianum zwei getrennte und sich gegenseitig ergänzende Schulen. Nachdem das Augustin-Wibbelt-Gymnasium aufgrund gesunkener Schülerzahlen in der Sekundarstufe I zum Schuljahr 2019/20 aufgelöst worden war, wurden Personal, Schülerschaft und Strukturen in das Gymnasium Laurentianum integriert.
1944, während der Zeit des Nationalsozialismus, erfolgte die Umbenennung in „Brun Warendorp Schule“ (nach dem Lübecker Bürgermeister aus Warendorfer Geschlecht), und Bombenangriffe, Tieffliegerbeschuss und schließlich der Einmarsch der Alliierten machten ein geordnetes Schulleben weitgehend unmöglich.
Nach dem Zweiten Weltkrieg wurde der Traditionsname wiederhergestellt, dem altsprachlichen Zweig trat ein mathematisch-naturwissenschaftlicher zur Seite. Seit 1958 bot die Schule Englisch als erste Fremdsprache an, seit 1963 konnte Französisch als dritte Fremdsprache gewählt werden. Damit war ein neusprachlicher Zweig geschaffen, der später um die Sprachen Russisch, Spanisch, Italienisch und Niederländisch erweitert wurde.
Im Rahmen der Oberstufenreform löste man in den 1970er Jahren die Klassenverbände in der Sekundarstufe II zugunsten eines Kurssystems mit Wahl- und Abwahlmöglichkeiten auf. Mit dem Bezug des modernen Neubaus (des „neuen Laurentianum“) 1974 Jahr übernahm die Stadt Warendorf die Trägerschaft des bisher staatlichen Jungengymnasiums. 1979 öffnete sich das Gymnasium Laurentianum auch für Mädchen.

## Gebäude

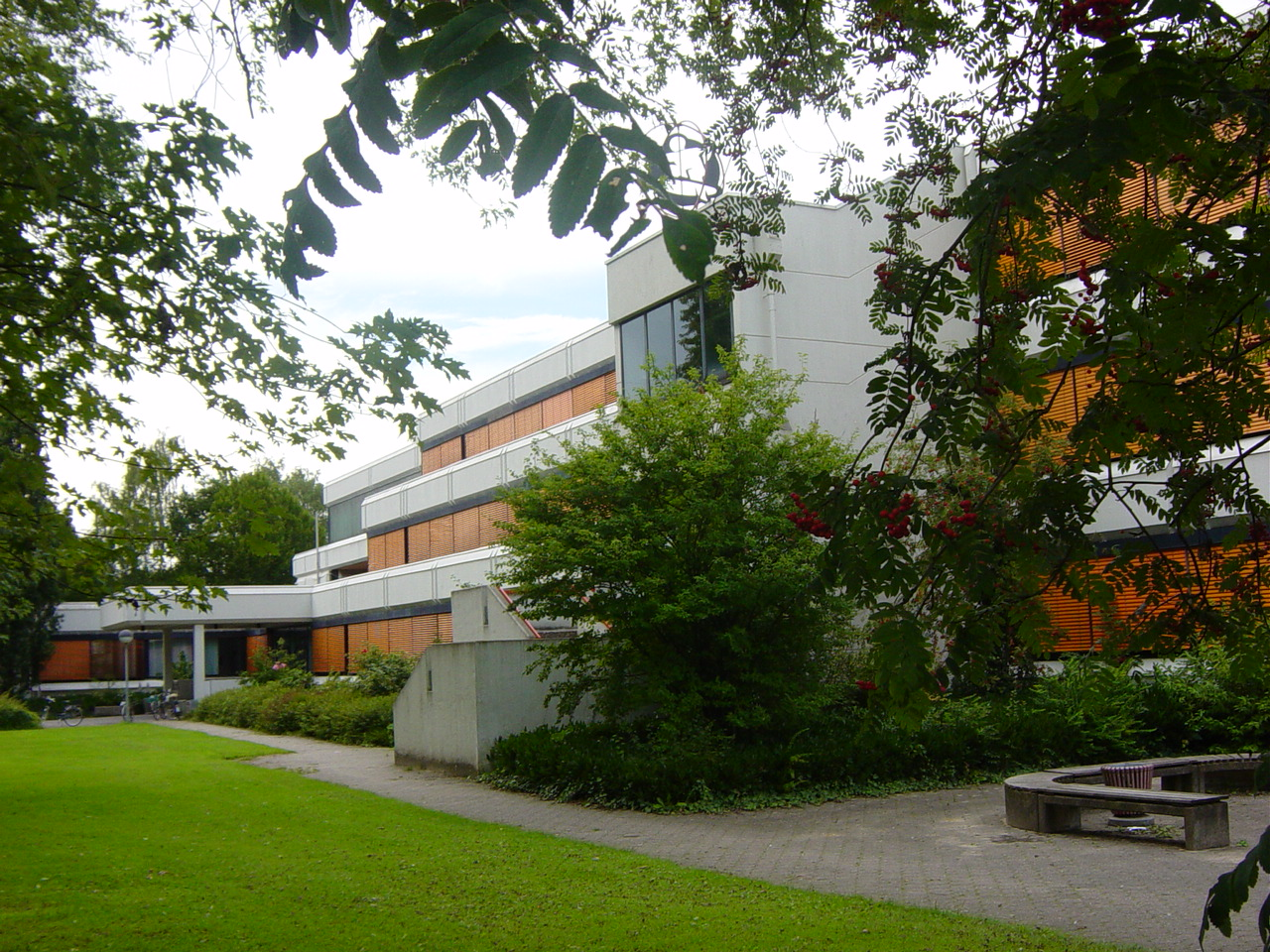
Südseite des „neuen Laurentianum“ an der von-Ketteler-Straße

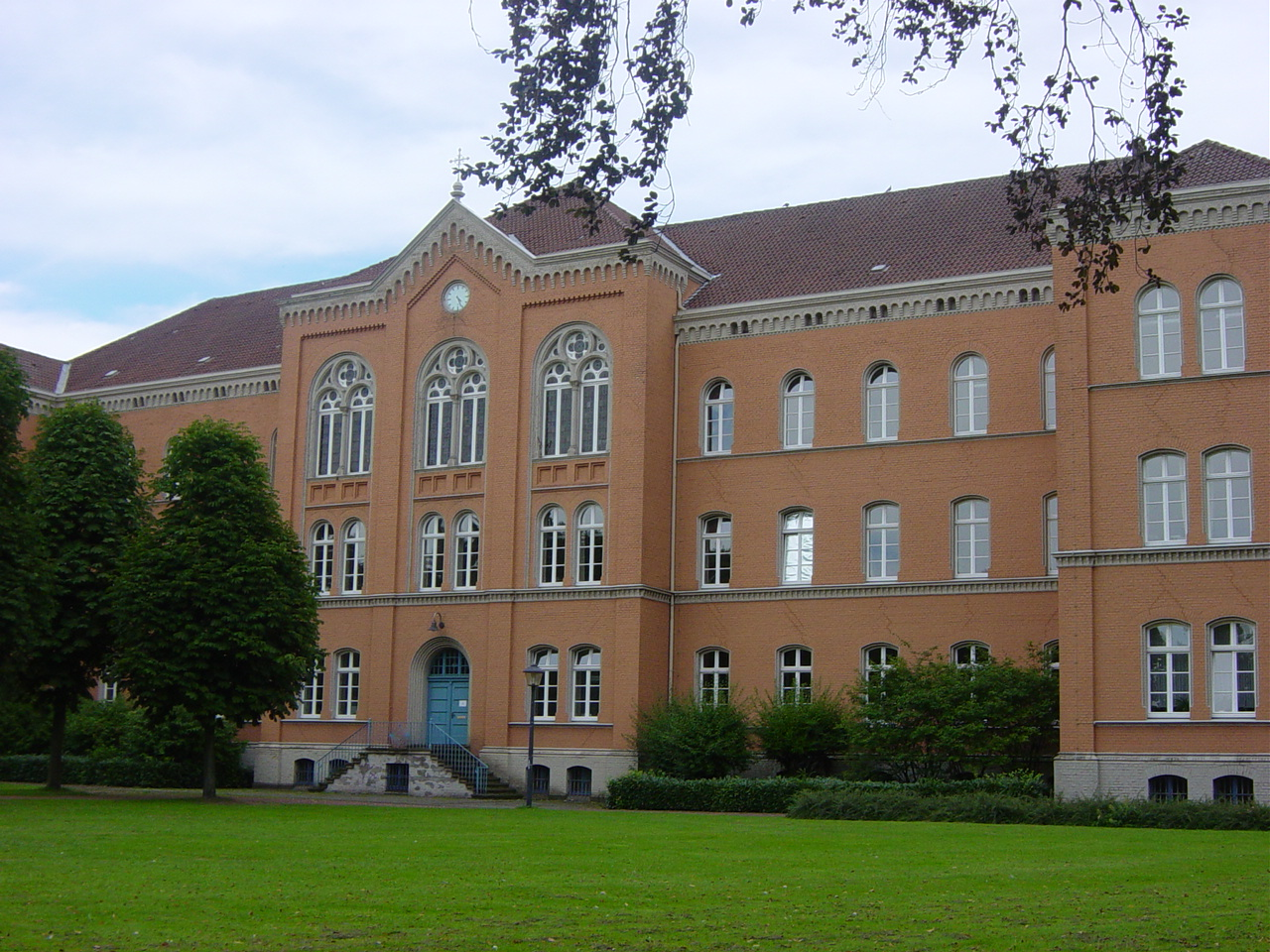
Altes Lehrerseminar an der Freckenhorster Straße in Warendorf, Schulgebäude des Laurentianum von 1928 bis 1974

Über die ersten Schulgebäude des Laurentianum ist nichts bekannt. Im ältesten erhaltenen Gebäude an der Kleinen Kesselstraße ist heute die Warendorfer Stadtbücherei untergebracht. Es beherbergte die Schule von 1828 bis 1928. Danach war die Schule im „alten Laurentianum“ an der Freckenhorster Straße untergebracht, dem Gebäude des vormaligen preußischen Lehrerseminars.
1974 bezog die Schule ihr neues Schulgebäude an der von-Ketteler-Straße (das „neue Lau“) nach dem Entwurf des Architekten Harald Deilmann aus Münster, welches die Ideen des Bauhausstils fortführte und in Elementen den durch Le Corbusier geprägten Stil des Brutalismus aufgriff (wobei „Brutalismus“ nicht für eine „brutale“ Architektur steht, sondern schlicht für sichtbaren/nackten Beton (französisch béton brut), also eine klare, konzentrierte und reduzierte Architektursprache). Innerhalb dieses Gebäudes stellt das im offenen Geist der 1970er Jahre konzipierte „Pädagogische Zentrum“ („PZ“) einen Treffpunkt und ein Begegnungszentrum von Schüler- und Lehrerschaft im Schulalltag dar und bildet den architektonischen wie atmosphärischen Mittelpunkt der Schule.
2002 wurde das Gebäude renoviert, und einem gewachsenen Raumbedarf entsprechend wurde es um einen Nordtrakt erweitert. Ursprünglich am Stadtrand gelegen, ist es mittlerweile von Wohngebieten, weiteren Schulen und Sportanlagen umgeben.

## Bekannte ehemalige Schüler

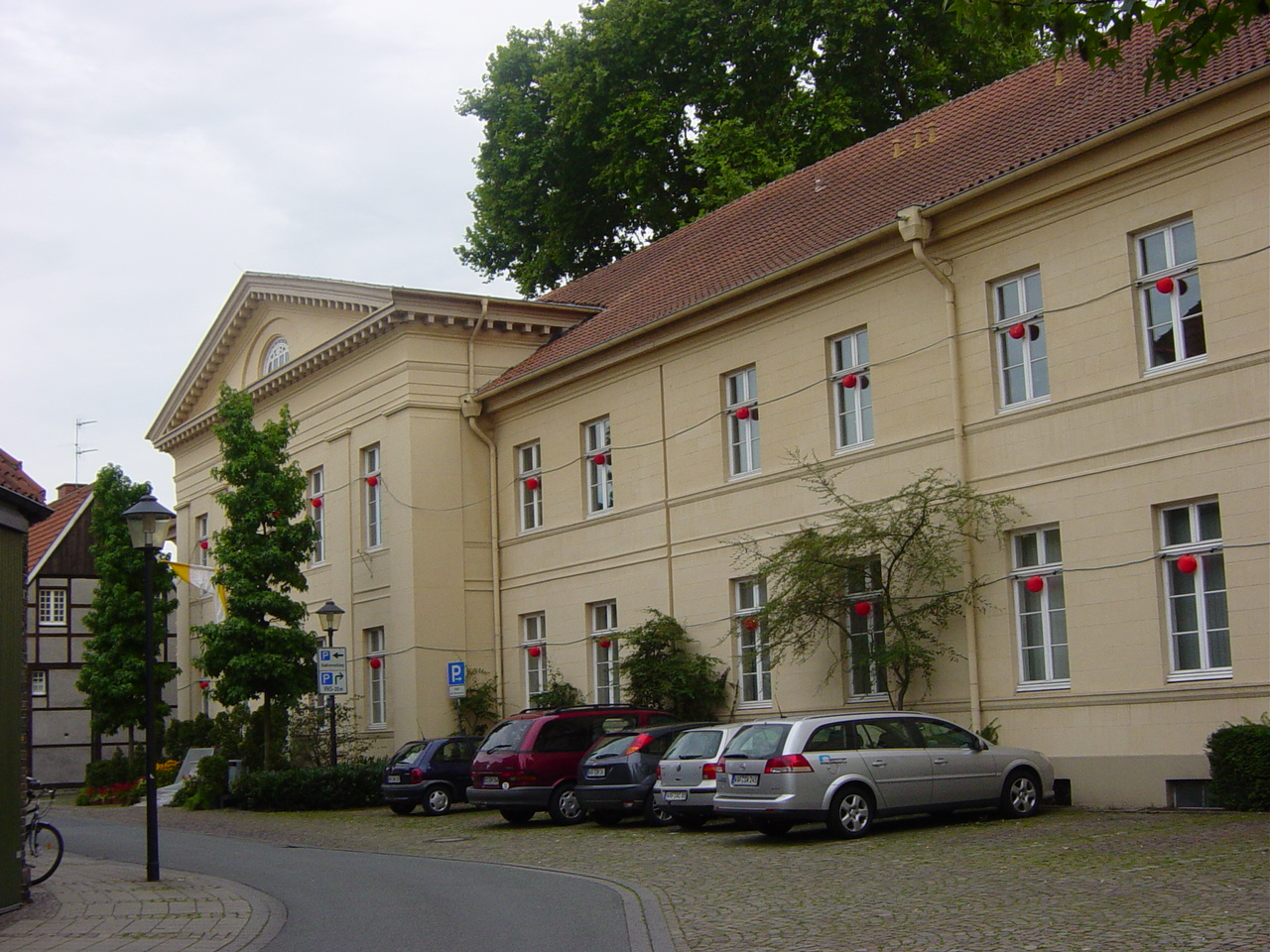
Heutige Stadtbücherei in der Kurzen Kesselstraße in Warendorf, Schulgebäude des Laurentianum von 1828 bis 1928

- Hugo Althoff (1884–1960), Bauingenieur und Senator der Freien Stadt Danzig
- Julius Angerhausen (1911–1990), Abi 1930, Weihbischof in Essen
- Anton Aulke (1887–1974), Abi 1908, Schriftsteller
- Otto A. Böhmer (* 1949), Abi 1967, Schriftsteller
- Heribert Bruchhagen (* 1948), Abi 1969, Vorstandsvorsitzender der HSV Fußball AG, zuvor der Eintracht Frankfurt Fußball-AG
- Werner Brüggemann (1923–2011), Abi 1942, Schriftsteller, Schauspieler und Regisseur
- Hermann von dem Busche (1468–1534), Humanist
- Helmut Claas (1926–2021), Abi 1946, Unternehmer
- Franz Wilhelm Cramer (1815–1903), Theologe, Schriftsteller, Weihbischof von Münster
- Franz Darpe (1842–1911), Abi 1860, Gymnasialprofessor, Philologe und Historiker
- Franz Dieckmann (1875–1944), Abi 1895, Jurist, Politiker (Zentrumspartei), Oberbürgermeister von Münster, Abgeordneter im Preußischen Herrenhaus
- Theodor Heinermann (1890–1946), Abi 1910, Romanist und Hispanist
- Friedrich Wilhelm Helle (1834–1901), Dichter und Journalist
- Hein Herbers (1895–1968), Schüler 1905-1912, Gymnasiallehrer, Journalist und Pazifist, publizistischer Weggefährte Kurt Tucholskys[4]
- Josef Homeyer (1929–2010), Abi 1950, Bischof von Hildesheim
- Franz Jostes (1858–1925), Abi 1878, Germanist und Sprachforscher
- Johann Heinrich Kalthoff (1803–1839), Hebraist, Pädagoge und Hochschullehrer
- Rudolf Kimmina (1944–2024), Maler
- Joseph Kolkmann (1839–1880), Abi 1861, Rechtswissenschaftler
- Rainer A. Krewerth (1943–2003), Abi 1963, Journalist und Schriftsteller
- Aloys Krieg (* 1955), Abi 1974, Mathematiker, Hochschullehrer, Prorektor für Lehre der RWTH Aachen
- Gustav Adolf Krieg (* 1948), Theologe und Kirchenmusiker
- Ferdinand Krüger (1843–1915), Schüler bis 1860, Geheimer Sanitätsrat und westfälischer Mundartdichter
- Johannes Meier (* 1948), Abi 1966, Theologe und Hochschullehrer
- Harald Norpoth (* 1942), Abi 1964, Sportler, Silbermedaillengewinner im 5000-Meter-Lauf bei den Olympischen Spielen 1964 in Tokio
- Manolo Palma (* 1971), Abi 1991, Schauspieler
- Gisbert Freiherr von Romberg (1839–1897), Abi 1858, westfälischer Adeliger, historische Vorlage des „Tollen Bomberg“
- Paul Schallück (1922–1976), Schüler 1940–1942, Abi 1942, Schriftsteller, Mitglied der Gruppe 47 und des PEN-Zentrums der Bundesrepublik
- Paul Scheffer-Boichorst (1843–1902), Abi 1862, Historiker, Mitarbeiter an der Monumenta Germaniae Historica (MGH) und Mitglied der Preußischen Akademie der Wissenschaften
- Johann Heinrich Schmülling (1774–1851), Domherr und Hochschullehrer an der Universität Münster
- Alois Schröer (1907–2002), Abi 1927, Priester, Kirchenhistoriker und Ehrendomkapitular in Münster
- Engelbert Schücking (1926–2015), Schüler 1936-1943, theoretischer Physiker und Astrophysiker
- Ludwig Schupmann (1851–1920), Abi 1869, Architekt, Hochschullehrer, Konstrukteur
- Paul Spiegel (1937–2006), Schüler 1949–1953, Journalist, Unternehmer und Präsident des Zentralrates der Juden in Deutschland
- Louisa von Spies (* 1983), Abi 2003, Schauspielerin
- Gisbert Strotdrees (* 1960), Abi 1979, Journalist, Historiker, Buchautor
- Frank Uekötter (* 1970), Abi 1990, Umwelthistoriker
- Fritz Vahrenholt (* 1949), Abi 1967, ehem. Hamburger Umweltsenator
- Friedrich Vogel (1929–2005), Abi 1949, Justizminister des Landes NRW sowie Staatsminister der Bundesregierung
- Christoph Vogelsang (* 1985), Abi 2005, professioneller Pokerspieler
- Klaus Welle (* 1964), Abi 1984, Politiker und Generalsekretär des Europäischen Parlaments
- Jörg Wittwer (* 1975), Abi 1994, Psychologe, Bildungsforscher und Hochschullehrer
- Karl Zuhorn (1887–1967), Abi 1905, Politiker, Oberbürgermeister und später Oberstadtdirektor von Münster

## Bekannte Lehrer
- Anton Aulke (1887–1974), Schriftsteller, unterrichtete von 1929 bis 1952 Deutsch und Latein am Laurentianum
- Hein Herbers (1895–1968), Publizist und Pazifist, späterer Mentor von Königin Beatrix, unterrichtete von 1922 bis 1924 Deutsch, Geschichte und Philosophie am Laurentianum
- Volker Ladenthin (* 1953), Erziehungswissenschaftler, unterrichtete von 1981 bis 1986 Deutsch, Geschichte und Philosophie am Laurentianum
- Paul Leidinger (* 1932), Historiker und Geschichtsdidaktiker, unterrichtete von 1962 bis 1978 Deutsch, Geschichte und Philosophie am Laurentianum
- Joseph Plassmann (1859–1940), Astronom und Vorsteher der Universitätssternwarte in Münster, unterrichtete von 1883 bis 1898 am Laurentianum
- Laurenz Schmedding (1894–1972), katholischer Geistlicher und NS-Verfolgter, unterrichtete von 1946 bis 1960 katholische Religion am Laurentianum